# A-dos-Calvos
A-dos-Calvos era, em 1747, uma pequena aldeia portuguesa da freguesia de São Miguel do Milharado, no Patriarcado e termo da cidade de Lisboa, Província da Estremadura.